# Essie Davis
Essie Davis é uma atriz Australiana. Nascida na Tasmania, ela é filha do artista australiano George Davis. 
Ela saiu da companhia de teatro Old Nick Company na Universidade da Tasmânia no final dos anos 1980 e passou a aparecer em filmes de Hollywood. Ela é graduada no National Institute of Dramatic Art (Instituto Nacional de Arte Dramática) (NIDA), em Sydney, Austrália. Sua carreira disparou após o seu papel no filme australiano Dad e Dave: On Our Selection, também estrelado por outros atores prestigiados como Geoffrey Rush, Leo McKern, e Joan Sutherland. Seus filmes mais famosos foram: The Matrix Reloaded e The Matrix Revolutions. O Som de Uma Mão Batendo Palmas (1998), é um filme de drama dirigido por  Richard Flanagan, autor de livro homônimo, com set de filmagem situado na Tasmania, e Menina com uma pérola na orelha. 
Em 2003 ganhou o Laurence Olivier Award como melhor atriz coadjuvante por seu desempenho na peça de Tennessee Williams, A Streetcar Named Desire (no Brasil Um bonde chamado desejo). Em 2004 estrelou na Broadway com a produção de Tom Stoppard, Jumpers, na qual ela foi indicada para um Tony. Em 2005 ela apareceu como Mrs. Lovett Nellie na produção da BBC, Sweeney Todd com Ray Winstone. 
Na série "Os mistérios de Miss Fisher", fez a personagem principal, Phryne Fisher.

## Filmografia
- 2019 	True History of the Kelly Gang 	Ellen Kelly
- 2019 	Babyteeth 	Anna Finlay
- 2017 	Mindhorn 	Patricia Deville
- Game of Thrones (2016) como Lady Crane
- Assassin's Creed	(2016) como Mary Lynch
- The Babadook (2014)
- Os mistérios de Miss Fisher (2012 -15) (série TV) como Phryne Fisher.
- Charlotte's Web (2006) como Mrs. Arable
- Sweeney Todd (2006) (TV) como Mrs. Nellie Lovett
- The Silence (2005) como Juliet Moore
- Isolation (2005) como Orla
- The Matrix Revolutions (2003) como Maggie
- Code 46 (2003) como Doctor
- Girl with a Pearl Earring (2003) como Catharina Vermeer
- Temptation (2003) (TV) como Julie
- After the Deluge (2003) (TV miniseries) como Beth
- The Matrix Reloaded (2003) como Maggie
- Enter the Matrix (2003) (video game) como Maggie
- Young Lions
  - "Mardi Gras" (2002) como Julie Morgan
  - Episode #1.2 (2002) como Julie Morgan
- The Pact (2002) como Helene Davis
- Corridors of Power
  - Episode #1.4 (2001)  como Sophie
- Halifax f.p: The Spider and the Fly (2000) (série TV) como Alison Blount
- Murder Call
  - "Deadfall" (1998)  como Judy St. John
- Kings in Grass Castles (1998) (série TV) como Mary Costello
- The Sound of One Hand Clapping (1998) como Jean
- The Ripper (1997) (TV) como Evelyn Bookman
- The Two-Wheeled Time Machine (1997) como Young Alice
- Water Rats
  - "Dead or Alive" (1997) como Senior Detective Nicola Bourke
  - "Blood Trail" (1997)  como Senior Detective Nicola Bourke
- Blackrock (1997) como Det.Gilhooley
- River Street (1996) como Wendy
- Dad and Dave: On Our Selection (1995) como Kate
- Lilian's Story (1995) como Zara
- The Custodian (1993) como Jilly

## Ligações Externas
- Essie Davis. no IMDb.
- Artigo sobre Laurence Olivier Award
- Artigo sobre Essie Davis